# Episodi di Ironside (terza stagione)
La terza stagione della serie televisiva Ironside, composta da 26 episodi, è stata trasmessa negli Stati Uniti dal canale NBC dal 18 settembre 1969 al 9 aprile 1970.
| nº | Titolo originale                | Titolo italiano                     | Prima TV USA      | Prima TV Italia |
| -- | ------------------------------- | ----------------------------------- | ----------------- | --------------- |
| 1  | Alias Mr. Braithwaite           | Un gioco che si chiama fiducia      | 18 settembre 1969 |                 |
| 2  | Goodbye to Yesterday, part 1    | Amore senza memoria, parte 1        | 25 settembre 1969 |                 |
| 3  | Goodbye to Yesterday, part 2    | Amore senza memoria, parte 2        | 25 settembre 1969 |                 |
| 4  | Poole's Paradise                | Dalla parte dell'assassino          | 2 ottobre 1969    |                 |
| 5  | Eye of the Hurricane            | L'occhio del ciclone                | 9 ottobre 1969    |                 |
| 6  | A Bullet for Mark               | Qualcuno ci proverà                 | 16 ottobre 1969   |                 |
| 7  | Love My Enemy                   | Il giardino delle rose              | 23 ottobre 1969   |                 |
| 8  | Seeing Is Believing             | 5 testimoni per un innocente        | 30 ottobre 1969   |                 |
| 9  | The Machismo Bag                | Il volto della verità               | 13 novembre 1969  |                 |
| 10 | Programmed for Danger           | Programmato per il pericolo         | 20 novembre 1969  |                 |
| 11 | Five Miles High                 | A 5 miglia di altitudine            | 27 novembre 1969  |                 |
| 12 | L'Chayim                        | Il simbolo della vita               | 4 dicembre 1969   |                 |
| 13 | Beyond a Shadow                 | Al di là dell'ombra                 | 11 dicembre 1969  |                 |
| 14 | Stolen on Demand                | Furto su commissione                | 25 dicembre 1969  |                 |
| 15 | Dora                            | Il ricatto                          | 8 gennaio 1970    |                 |
| 16 | Beware the Wiles of a Stranger  | La grande occasione                 | 22 gennaio 1970   |                 |
| 17 | Eden Is the Place We Leave      | La mia vita è solo la mia           | 29 gennaio 1970   |                 |
| 18 | The Wrong Time, the Wrong Place | L'ora sbagliata, il luogo sbagliato | 5 febbraio 1970   |                 |
| 19 | Return to Fiji                  | Una indimenticabile vacanza         | 12 febbraio 1970  |                 |
| 20 | Ransom                          | Il riscatto                         | 19 febbraio 1970  |                 |
| 21 | One Hour to Kill                | Un'ora di pericolo                  | 26 febbraio 1970  |                 |
| 22 | Warrior's Return                | Ritorno del guerriero               | 5 marzo 1970      |                 |
| 23 | Little Jerry Jessup             | Un'infanzia difficile               | 12 marzo 1970     |                 |
| 24 | Good Will Tour                  | Intrigo internazionale              | 26 marzo 1970     |                 |
| 25 | Little Dog, Gone                | Un piccolo cane perduto             | 2 aprile 1970     |                 |
| 26 | Tom Dayton Is Loose Among Us    | Una possibilità per l'assassino     | 9 aprile 1970     |                 |